# Днепровско-Бугский канал
Днепро́вско-Бу́гский кана́л (устар. Короле́вский канал; бел. Дняпроўска-Бугскі канал) — судоходный канал на территории Полесья в Белоруссии, построенный в период с 1775 по 1783 год. Соединяет реки Пина (приток Припяти; бассейн Днепра) и Мухавец (приток Западного Буга; бассейн Вислы). Общая длина 244 км, при этом протяжённость канала от Бреста до Пинска составляет 196 км (в том числе канализированная часть реки Пина — 74 км, водораздельная часть канала — 58 км; канализированная часть реки Мухавец — 64 км). Находится на балансе предприятия РУЭСП «Днепро-Бугский водный путь».

## Строительство
Впервые идея строительства судоходного канала, соединяющего бассейны Припяти и Буга, была озвучена на сейме в 1655 году коронным канцлером Речи Посполитой Ежи Оссолинским. Активными сторонниками прокладки канала были гетман Великого княжества Литовского Михаил Казимир Огинский и пинский судья и мечник Матеуш Бутримович.
Работы по сооружению канала начались в 1775 году в годы правления последнего короля Речи Посполитой Станислава Августа Понятовского. Для питания канала были построены Белоозёрская и Ореховская водопитательные системы. Весной 1784 года по инициативе Матеуша Бутримовича суда, гружёные копченой рыбой, мёдом, воском и другими местными товарами, впервые отправились по каналу из Пинска в Варшаву и далее в Гданьск. В сентябре того же года строительство канала посетил король, который официально открыл судоходство на канале, проплыв по нему со свитой в 40 человек на выдолбленном из одного дубового ствола судне. Король четыре дня провёл в местечке Городец под Кобрином — с тех пор канал стал называться не иначе как Королевский. В 1786 году в честь оказания королём денежной помощи на строительство канала была отлита специальная медаль (медальер И. Ф. Гольцгаузер). Содержание канала обходилось в 100 тысяч злотых, однако из государственной казны выделялось только 60 тысяч.
После разделов Речи Посполитой и вхождения Великого княжества Литовского в состав Российской империи канал фактически был заброшен. Дальнейшее развитие канала возобновлено только в 1837 году уже российскими властями. Основные работы осуществлялись в период с 1846 по 1848 год. Были построены (разборные) деревянные плотины, позволявшие поддерживать необходимый для стабильного судоходства уровень воды в любое время навигации. Всего к 1867 году от Пинска до Бреста были построены и эксплуатировались 22 плотины. Ширина по дну пути была доведена до 14 м, а максимальная осадка судов составляла 70 см.

## Использование
В XIX и начале XX века канал имел для Российской империи стратегическое значение, так как был единственным судоходным каналом — внутренним водным путём, соединяющим Балтийское и Чёрное моря. В частности, в 1886 и 1890 гг. на буксире колёсного парохода и силами бурлаков по нему от места постройки в Эльбинге в Севастополь были переведены пять миноносцев водоизмещением от 89 до 164 т, одних из первых в составе Черноморского флота.
В 1919 году территория канала оказалась в составе второй Речи Посполитой. Польские власти, осознавая значимость канала, начали его планомерную реконструкцию. В период с 1929 по 1939 год построено два ближайших к Пинску шлюза (Дубой и Переруб), реконструированы сооружения Белоозерской ВПС, сооружен 7-километровый канал по новой трассе Кобрин— Выгода.
Канал входил в тыловую зону польской Речной (Пинской) военной флотилии, которая имела в своем составе 6 речных мониторов, 3 речные канонерские лодки и 19 бронекатеров. Эти суда были переведены в Пинск по Днепровско-Бугскому каналу. В ходе операции по присоединению Западной Белоруссии к СССР польская флотилия предприняла попытку отступить по каналу, но из-за преждевременного подрыва шлюза не смогла уйти на Буг и была затоплена. В 1940 году большая часть этих судов была поднята, отремонтирована и включена в состав советской Пинской военной флотилии, в оперативную зону которой отошёл канал.
Советское правительство отвело каналу ещё большую роль. Восстановление Днепровско-Бугского водного пути было поручено Народному комиссариату речного флота СССР. За 7 месяцев (с декабря 1939 по июль 1940 года) проведено проектирование и основное строительство восьми гидроузлов, проложена сократившая протяжённость водного пути на 12 км новая трасса канала Выгода —Кобрин. В августе 1940 года судоходство по каналу было возобновлено.
В июне 1941 года канал был захвачен частями вермахта. Началось активное использование канала оккупационной властью. Так, по данным Главного управления Красной Армии, за 1942 год по каналу было перевезено 200 тыс. тонн грузов. Однако весной 1943 года партизанами были взорваны шлюзы и тем самым канал был выведен из строя.
После освобождения Белоруссии началось активное восстановление канала Днепро-Двинским строительно-монтажным управлением Наркомречфлота СССР. По приказу Народного Комиссара Речного флота № 226 с 1 августа 1944 года возобновлялась деятельность «Днепробугстроя», в составе которого создавались Военно-восстановительные отряды (ВВО-2-4-6-7-8). Основные ремонтные работы проходили в период с сентября 1944 по июль 1945 года. Уже в 1945 году судоходство было восстановлено, хотя окончательные работы растянулись до июля 1946 года.
В советское время развитие канала не прекращалось. В связи с ростом перевозок и эксплуатацией более крупных судов в период с 1952 по 1956 год шлюзованный участок канала продлён на 50 км. На нём были построены железобетонные гидроузлы № 11 «Качановичи» Пинского района и № 12 «Стахово» Столинского района. В 1976 году начались работы по капитальному улучшению габаритов русла канала (ширина по дну — 40 м, глубина — 240 см, радиус закругления — 400 м). В период с 1978 по 1991 год было извлечено 17,58 млн м³ грунта и реконструировано 244 км водного пути. За период с 1973 по 1992 годы было построено вместо деревянных 7 водопропускных плотин 8 водоспусков из железобетона.

## Современное состояние
Согласно Европейскому соглашению о важнейших внутренних водных путях международного значения от 19 января 1996 года канал является частью магистрального Днепровско-Вислянского водного пути Е-40 (Гданьск — Варшава — Брест — Пинск — Мозырь — Киев — Херсон). С помощью канала теоретически возможна водная связь бассейнов Балтийского и Чёрного морей. Тем не менее, сквозное судоходство по этому водному пути пока невозможно из-за того, что участок от Бреста до Варшавы по реке Западный Буг не судоходен, а также из-за того, что река Мухавец перегорожена в Бресте глухой плотиной. Пропуск речных судов, проданных Беларусью Польше в последние годы, осуществлялся по временной схеме: в акватории Брестского речного порта вырывали искусственные шлюзовые каналы-камеры, запускали туда суда, за ними проход засыпался, а впереди открывалась земляная перемычка — и суда выходили на воду.
В 1997 Советом Министров Республики Беларусь принята программа развития речных и морских перевозок до 2010 года, включающая план реконструкции гидротехнических сооружений Днепровско-Бугского канала. В ходе выполнения программы осуществлена реконструкция шлюзов, замена устаревших гидротехнических сооружений и другие виды работ. В 1998 году была начата реконструкция гидроузла № 9 «Новосады», завершившаяся в октябре 2003 года. В 2004 году началась реконструкция гидроузла № 1 «Дубой», которая закончилась в 2006 году. В 2006—2010 годах в районе Кобрина на гидроузлах № 6 и 7, возведенных ещё до войны, вместо двух старых деревянных низконапорных шлюзов построен средненапорный комплексный гидроузел с транспортной развязкой. Имея перепад воды 5,40 м, гидроузел «Кобрин» стал самым большим в Беларуси. В его состав вошли верхний подходной канал, судоходный шлюз, нижний подходной канал и водосбросное сооружение. Возведение одного средненапорного шлюза создало благоприятные водно-энергетические условия для строительства малой ГЭС с напором 5,35 метра. В промышленную эксплуатацию малая ГЭС «Дубой» была введена в сентябре 2008 года (установленная мощность 330 кВт, три турбины по 110 кВт). За первый год эксплуатации малая ГЭС «Дубой» выработала более 290 тыс. кВт•ч. Планируется, что выработка электроэнергии здесь составит 710 тыс. кВт•ч в год.
. В июле 2011 года после реконструкции на гидроузле «Залузье» заработала ещё одна малая ГЭС мощностью 180 кВт, её годовая выработка электроэнергии составит около 1,1 млн кВт•ч. В 2011 году завершена реконструкция гидроузла № 10 «Тришин», судоходный шлюз которого соответствует европейскому стандарту 5-А Все прошедшие реконструкцию шлюзы, также как и новый шлюз «Кобрин», соответствуют параметрам класа Va классификации европейских внутренних водных путей международного значения.
В годы существования СССР основной объём перевозок по каналу приходился на железную руду с криворожских месторождений, поставлявшуюся на металлургические комбинаты ГДР (в порту Бреста осуществлялась перевалка руды на железнодорожный транспорт, для чего к порту были специально проведены железнодорожные пути европейской колеи). После объединения Германии немецкие металлурги переориентировались на руду, добываемую в Германии, и грузооборот по каналу катастрофически снизился (с 7 млн т в 1989 до 420 тыс. т в 2004). В 2008 году объём перевезенных грузов по Днепровско-Бугскому каналу составил 1 млн 400 тыс. тонн.

## Технические сооружения

### Судоходные шлюзы
- № 11 «Качановичи», Пинский район
- № 12 «Стахово», Столинский район восточный склон
- № 1 «Дубой» Пинский район
- «Переруб»
- «Рагодощ»
- «Овзичи»
- «Ляховичи» Дрогичинский район западный склон
- № 6 «Кобрин», г. Кобрин (перепад высот 5,4 м)
- № 8 «Залузье» Жабинковский район
- № 9 «Новосады»
- № 10 «Тришин», г. Брест (перепад высот 1,4 м)

### Водоподводящие системы
- Белоозерская ВПС
- Ореховская ВПС
- Турская ВПС